# Sandgate Castle
Sandgate Castle är ett slott i Storbritannien.   Det ligger i distriktet Folkestone and Hythe, grevskapet Kent och riksdelen England, i den sydöstra delen av landet, 100 km sydost om huvudstaden London. Sandgate Castle ligger 4 meter över havet.
Terrängen runt Sandgate Castle är platt. Havet är nära Sandgate Castle åt sydost.  Närmaste större samhälle är Folkestone, 1,4 km nordost om Sandgate Castle.